# 植物激素

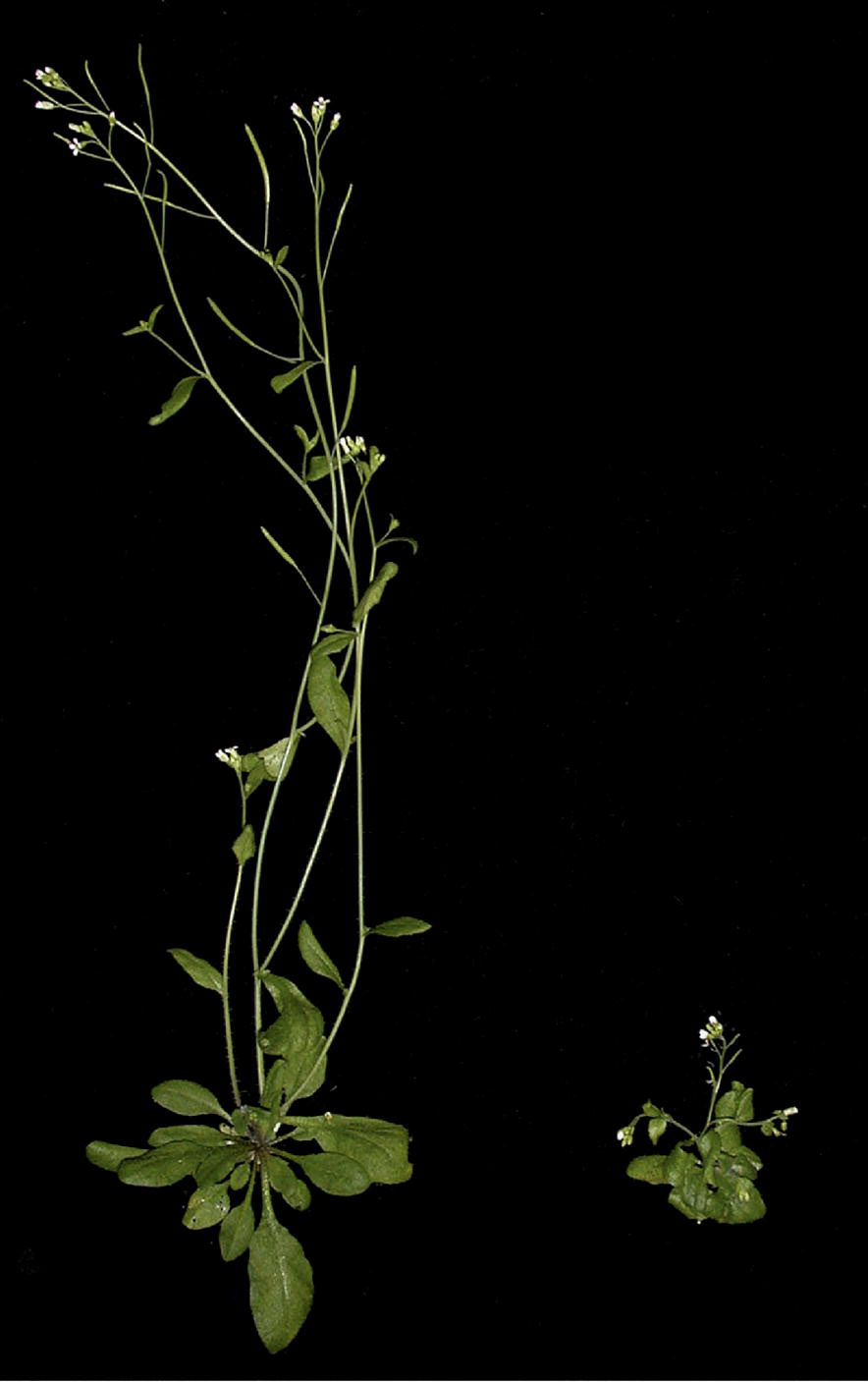
阿拉伯芥的野生型（左）與axr2-1突變體（右）植株。AXR2基因突變對促進生長的植物激素——生長素的訊號轉導有抑制作用，導致植株的下胚軸和莖異常短小。

植物激素（英語： 或 ），又称植物荷尔蒙，是一些在植物体内合成，可以从产生部位输送至作用部位，微量浓度即可对植物体产生某种生理作用的活性有机物。植物激素能由产生部位运输至作用部位，并调节特定细胞的细胞代谢。植物体的各种器官都受植物激素调控。和动物不同，植物不通过特定腺体产生和分泌激素。 相反，植物体所有活细胞都能够合成激素。植物激素影响组织生长的方向、果实的发育和成熟，乃至植物的寿命。激素对于植物生长至关重要，如果没有植物激素，植物会成为一些未分化的细胞。
植物激素不仅存在于高等植物中。在藻类和微生物，例如单细胞真菌和细菌中也有功能类似的物质。但它们不发挥至关重要的作用，因此可以被视为次级代谢产物。

## 特性

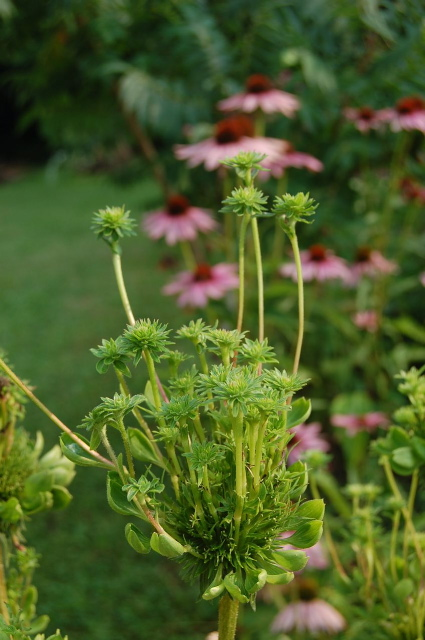
这株发育异常的紫松果菊上，叶状结构取代了花器官。这可能是激素失调引起的，当然也可能是基因原因

植物激素作用于细胞，影响基因表达和转录的水平，进而影响细胞生长和分裂。 它们由植物天然产生，然而有些激素也能由真菌或细菌合成（例如赤霉素）。人类合成了大量有相同作用的化合物，它们用于调节栽培植物生长、清除杂草，也用在植物器官或细胞的离体培养中。这些人造化合物简称为植物生长调节剂，简称为PGR。
植物激素不是营养物质，却能影响细胞和组织的生长发育和分化。植物组织内植物激素的合成通常是分散的，而不是集中在一处。植物没有合成和储存激素的腺体，因为动物的有由心脏驱动的循环系统（淋巴和心血管），使体液能循环流动，而植物不能。植物激素多为简单的化学物质，更容易通过组织运输。
植物激素在植物体内的运输主要有四条途径。对于局部运输，植物使用细胞内的细胞质流动和细胞间的扩散。激素从植物的一部分移至另一部分时，需用到维管组织，包括筛管、韧皮部和木质部。
不是所有的植物细胞都会受植物激素影响，只有由基因控制，细胞在其生命中的某些特定阶段才会受植物激素影响。激素最强的影响发生在细胞生命期间的某个阶段，在这一时期之前或之后发生的效应都更弱。在不再需要某种激素时，植物还需要抑制其的作用。在细胞完全分化之前，激素会非常频繁地在分生组织内活跃生长的部位产生。激素产生后有时会移动到其他部位立即生效，或者存储在细胞中以便稍后释放。植物使用多种途径调节内部激素量并调节其作用：调节用于合成激素的化学物质的量；将激素储存在细胞中；使激素失活；或将激素与碳水化合物、氨基酸或多肽结合而将已经形成的激素分解。当激素作用后植物也可以化学分解激素。植物也通过将激素分散到各处来降低浓度。植物激素的浓度经常受其它激素影响与调节。
植物所需的激素浓度非常低（10−6 ~10−5 mol/L）。由于浓度过低，研究植物激素非常困难，直到20世纪70年代后期，科学家才能够将它们的作用和关系与植物的生理变化联系起来。关于植物激素的大部分早期工作研究遗传缺陷的植物，或对组织培养植物施加不同浓度的激素，比较它们的生长。最早的科学观察和研究可追溯到20世纪80年代；对植物激素的观察、研究在那以后蓬勃发展。

## 种类
主流观点认同植物激素分为五种主要类型，其中一些包括许多不同的化学物质，在不同种植物中结构可能不同。因其在结构上或对植物生理上的影响的相似性，这样的植物激素被归为一类。还有一些植物激素和生长调节剂难以归入这些类别，包括一些抑制植物生长或中断植物生理过程的化学物质。每一类植物激素都有促进和抑制功能，它们之间常常发挥协同或拮抗作用，使得多种激素的浓度比例能调控植物的生长。

### 脱落酸
脱落酸（简称ABA），又稱離層酸，是最重要的植物激素之一。名为“脱落酸”是因为其在落叶或其它将脱落的器官中浓度很高。
这类植物激素一般在植物的叶中合成，其前体来自叶绿体，当植物遭遇恶劣环境时合成较多。一般来说脱落酸是抑制性激素，抑制芽生长，促进种子和芽的休眠，使最后一组叶变为保护性芽盖。由于其在新鲜落叶片发现，所以被认为是在叶片脱落的过程中发挥作用。但进一步的研究已经反驳了这一点。在温带植物中，它通过抑制生长在叶子和种子的休眠中发挥作用；种子和芽中的脱落酸被降解时，生长即开始。而在其他植物中，随着脱落酸浓度的降低和赤霉素水平的升高，生长开始。没有脱落酸，芽和种子将在冬天的温暖时期开始生长，并在温度再次下降时被杀死。由于脱落酸在组织中缓慢降解，其作用被其他植物激素所抵消需要一定时间，因此使植株免于过早生长。在果实成熟期间，脱落酸在种子内积聚，防止种子在果实内发芽。
对于缺水的植物，脱落酸在关闭气孔中起作用。植物缺水，根部水分不足后，缺水信号向上传至叶片，导致脱落酸前体形成并移动到根部。然后根部释放脱落酸，通过维管系统转移到叶中，调节保卫细胞对钾和钠的摄取，保卫细胞渗透压降低并失水，闭合气孔。脱落酸存在于植物的所有部分，其在各组织中的浓度调节其作用。其分解影响植物代谢反应、细胞生长和其他激素的合成植物开始生命时，是脱落酸浓度较高的种子；在种子发芽前，脱落酸水平下降；在幼苗的发芽和早期生长过程中，脱落酸水平进一步降低。随着植物开始长出具有功能性叶片的枝叶，ABA水平开始增加，从而减缓植物成熟细胞的生长。外界压力，例如缺水或捕食会影响脱落酸的产生和分解速率，引发靶细胞的一系列生理变化。科学家们仍在试图将这种激素和其他植物激素之间的复杂相互作用结合在一起。

### 生长素

吲哚-3-乙酸，一种生长素

生长素是对细胞增殖、芽形成和生根有促进作用的化合物。生长素与细胞分裂素一起，控制茎、根和果实的生长，并使茎变成花。生长素是第一个被发现的植物激素。它通过改变细胞壁可塑性来影响细胞伸长，刺激形成层分裂，且引起次生木质部的分化。生长素由顶芽向下运输能抑制侧枝生长（顶端优势），并促进侧根和不定根的生长发育。叶片脱落是从植物停止产生生长素的生长点开始的。种子中的生长素调节某些蛋白质合成，促使种子在授粉后于花内发育，使花发育出果实以容纳发育中的种子。生长素过量时代表对双子叶植物毒性更大。由于这种性质，已经出现了人工合成的生长素除草剂，包括2,4-D和2,4,5-T。某些生长素，特别是1-萘乙酸（NAA）和吲哚-3-丁酸（IBA）也常用于刺激植物生根。在植物中发现的最常见的生长素是吲哚-3-乙酸（IAA）。

### 细胞分裂素

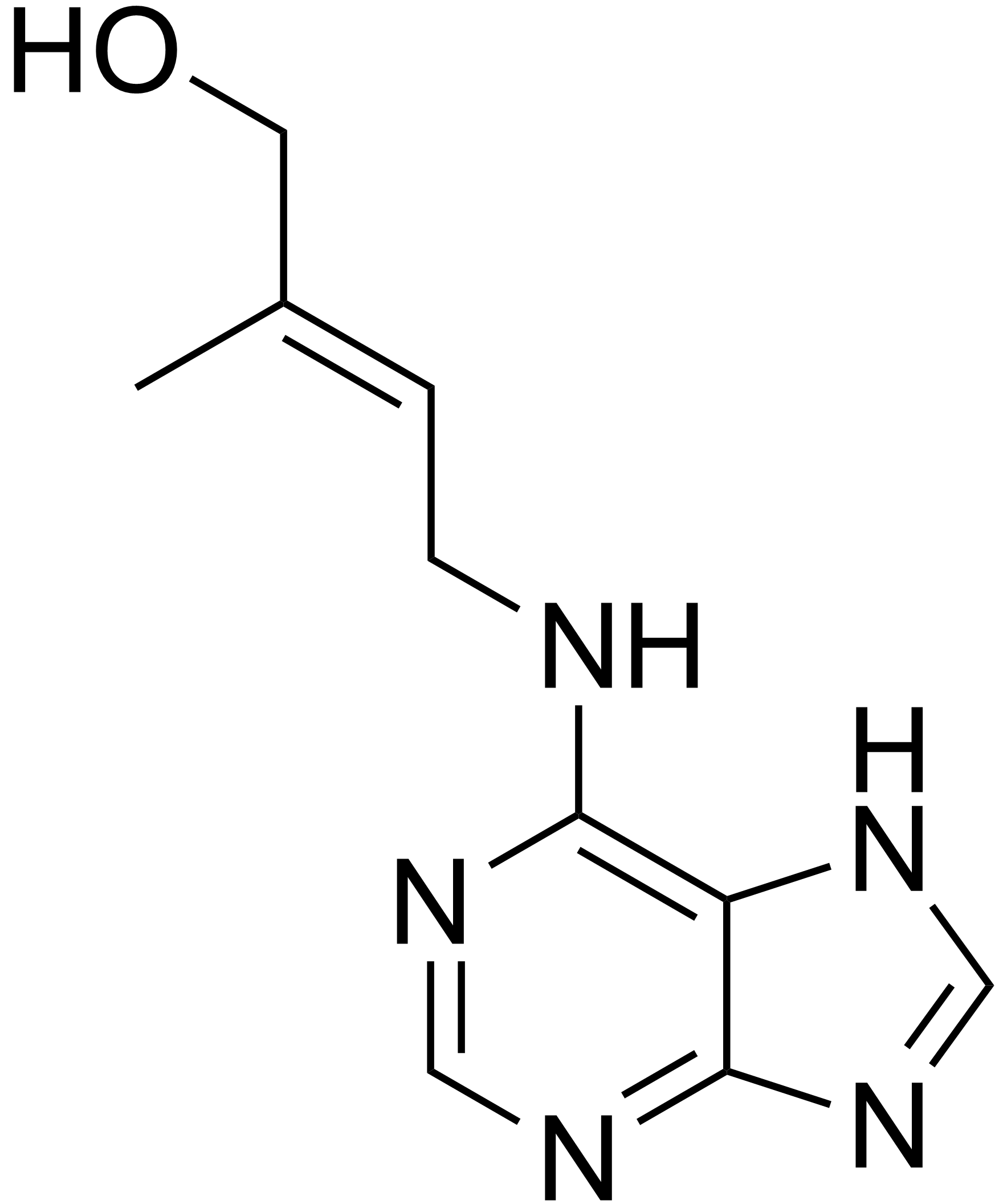
一种细胞分裂素——玉米素，首先在未成熟的玉米籽粒中被发现。

细胞分裂素（简称CK）是调节细胞分裂和芽形成的一类化学物质。因其最早从酵母细胞分离，细胞分裂素曾被称为激肽。细胞分裂素能延缓组织的衰老，调节植物中的生长素运输，并影响节间长度和叶的生长。它与生长素有高度协同作用，并且这两种植物激素的比例影响植物的大多数生长期。细胞分裂素能缓解由生长素引起的顶端优势。细胞分裂素与乙烯一起促进叶、花和果实的脱落。

### 乙烯

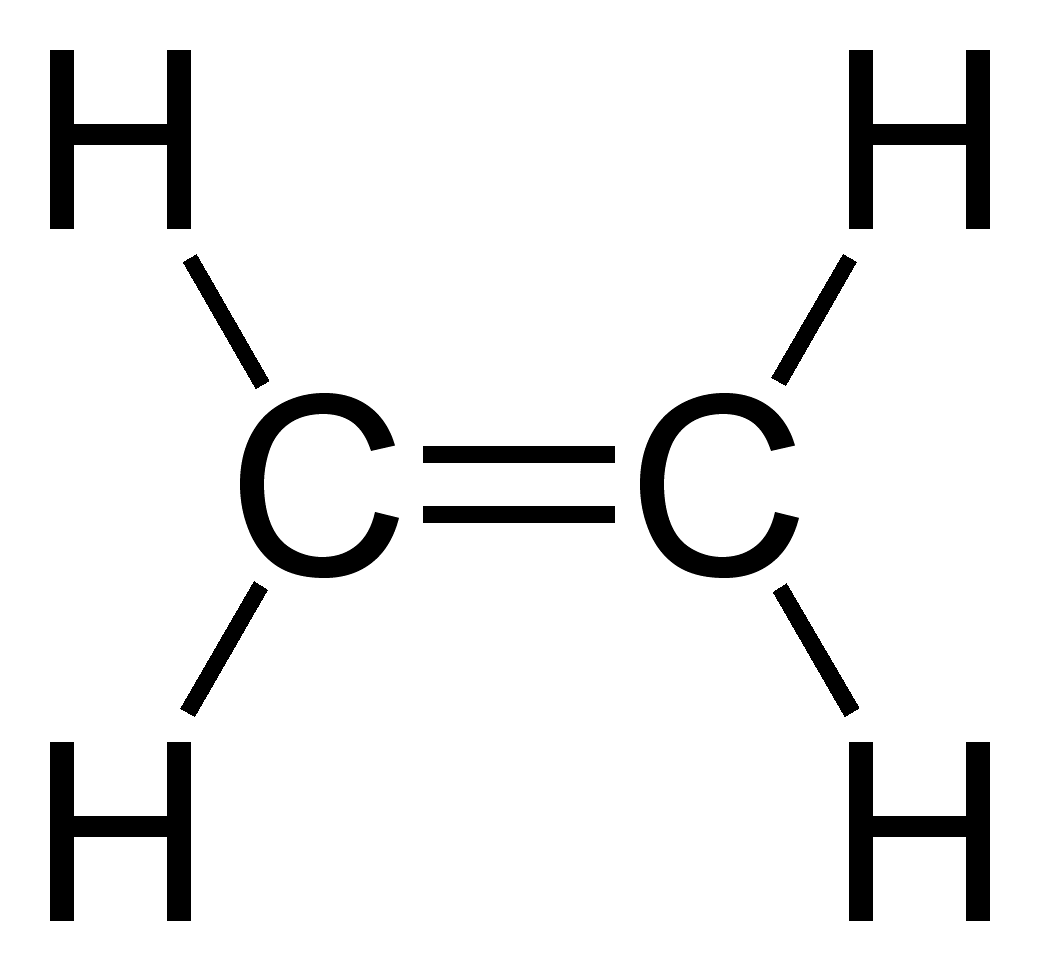
乙烯

乙烯是通过细胞中甲硫氨酸的分解形成的气体。乙烯在水中的溶解度非常有限，且不能在细胞内储存，而会扩散出细胞并从植物中逸出。乙烯作为植物激素的效果取决于产生速率与逃逸速率。快速生长和分裂的细胞，特别是在黑暗中，产生更多乙烯。发芽的种子产生较多乙烯并逸出，导致乙烯增多并抑制叶面积增大。而新芽受光照之后，光敏素在植物细胞中产生信号，使乙烯生成减少，促进叶面积增大。乙烯影响细胞生长和细胞形态;。当生长的枝条在地下遇到障碍时，乙烯产生大大增加，抑制细胞伸长并导致茎膨胀。所产生的较粗的茎秆可以对阻碍其路径的物体施加更大的压力。如果芽没有到达地面，乙烯会刺激其延长。乙烯使茎有天然的负向地性，向上生长。有研究表明乙烯会影响茎的粗细和高度：当树木的茎受到风影响时，会产生侧向压力，使乙烯产生增多，进而使树干和枝条更粗、更坚固。乙烯影响果实成熟。通常，当种子成熟时，乙烯产生增加并在果实中积累，核蛋白质EIN2调控乙烯的产生，其合成受细胞分裂素和生长素的影响。

### 赤霉素

赤霉素A1

赤霉素（简称GA）又稱「吉贝素」。包括植物和真菌天然产生的许多化学物质。研究人员注意到赤霉菌产生的某种化学物质能导致水稻异常生长，因而发现了赤霉素。除促进茎的伸长外，赤霉素还可以花粉管生长。赤霉素在种子萌发中有重要作用。在谷物（水稻，小麦，玉米等）种子中，称为糊粉层的细胞层位於胚乳的外側。种子吸收水会导致赤霉素的产生。赤霉素被运输到糊粉层，使其产生分解胚乳内储存的营养所需的酶。赤霉素能促进丛叶植物抽薹，增加节间长度。在植物发芽后，赤霉素促进其开花。赤霉素也能缓解脱落酸对休眠的促进和对生长的抑制。

### 其他已知激素
其他已确定的植物激素（或植物生长调节剂）包括：
- 油菜素类固醇是一类多羟基类固醇。油菜素类固醇已被接受是第六类植物激素，能刺激细胞伸长和分裂，促进向地性，促进木质部分化，提高植物抗逆性，抑制根系生长和叶片脱落。油菜素内酯是第一个被发现的油菜素类固醇，于1979年从西洋油菜花粉提取物中被分离出来[20]。
- 水杨酸激活植物中一些能产生某些化学物质的基因，这些化学物质有助于阻止入侵病原体。
- 茉莉酮酸酯由脂肪酸合成，能促进防御蛋白的合成，这些蛋白质被用来抵御入侵的生物体。有研究称它们也可以在种子发芽中起作用，影响种子中蛋白质的储存，并且影响根系生长。
- 植物肽激素包括细胞间信息交流用到的分泌肽。这些肽类激素在植物生长发育中起关键作用，影响防御机制、细胞分裂和生长，以及花粉自交不亲和性[21]。
- 多胺在迄今为止研究的所有生物体中都有发现，是强碱性小分子物质。它们对植物生长和发育至关重要，并影响有丝分裂和减数分裂的过程。
- 一氧化氮（NO）可作为激素，也是防御反应（例如气孔关闭，细胞死亡，应激反应）的信号[22]一氧化氮可以通过尚不明确的NO合成酶、某种特殊类型的亚硝酸还原酶、硝酸还原酶或线粒体细胞色素c氧化酶生成，也能由非酶促方法产生。一氧化氮调节植物细胞细胞器功能（例如叶绿体和线粒体中的ATP合成）[23]。
- 独脚金内酯可诱导根寄生杂草如独脚金属、列当属的种子萌发，也能抑制植物分支。其特殊之处在于对真菌也有生理作用，能诱导丛枝菌根（Arbuscular mycorrhiza，AM）真菌菌丝分枝。[24][25]
- Karrikins不是植物激素，因其不是由植物产生的。Karrikins在植物材料燃烧释放的烟中被发现，能促进种子发芽。 [26]
- 三十烷醇是一种脂肪醇，能促进植物生长。比较经典的例子是玫瑰，其能显著增长玫瑰的基部分叉数。 在紫花苜蓿、蜂蜡和一些植物的表皮蜡。

## 潜在的医学应用
植物应激激素能激活细胞做出相应反应（包括细胞死亡）来应对环境变化。研究人员发现一些植物应激激素对人类癌细胞具有不利影响。例如，水杨酸钠抑制淋巴细胞白血病、前列腺癌、乳腺癌和黑色素瘤中癌细胞的增殖。茉莉酮酸是属于茉莉酸酯家族的植物应激激素，能在淋巴细胞白血病细胞中诱导白细胞死亡。茉莉酸甲酯在许多癌细胞系中都能诱导癌细胞死亡。